# حارة دريب (ذمار)
حارة دريب هي إحدى حارات مدينة ذمار التابعة لمحافظة ذمار، بلغ تعداد سكانها 1,703 نسمة حسب تعداد اليمن لعام 2004.